# Masikia
Masikia és un gènere d'aranyes araneomorfes de la subfamília Erigoninae, dins de la família Linyphiidae.
Fou descrit per primera vegada per Alfred Frank Millidge l'any 1984.
Es poden trobar a la zona holàrtica: Canadà, Rússia i els Estats Units:

## Llista d'espècies
Segons The World Spider Catalog 12.0:
- Masikia bizini Nekhaeva, Marusik & Buckle, 2019 – Rússia (north-east Siberia)
- Masikia caliginosa Millidge, 1984 – Rússia, USA (Alaska)
- Masikia indistincta (Kulczyński, 1908) (Espècie tipus) – Rússia Europea, Canadà
- Masikia relicta (Chamberlin, 1949) – USA